# Josef Wenzl
Josef Wenzl (Zwiesel, 20 dicembre 1984) è un fondista tedesco.

## Biografia
In Coppa del Mondo ha esordito il 14 dicembre 2004 ad Asiago (57°) e ottenuto la prima vittoria, nonché primo podio, il 27 ottobre 2007 a Düsseldorf.
In carriera ha preso parte a due edizioni dei Giochi olimpici invernali, Vancouver 2010 (31° nella sprint) e Soči 2014 (31° nella sprint), e a tre dei Campionati mondiali (14° nella sprint a Sapporo 2007 il miglior risultato).

## Palmarès

### Coppa del Mondo
- Miglior piazzamento in classifica generale: 19º nel 2014
- 6 podi (5 individuali, 1 a squadre):
  - 1 vittoria (individuale)
  - 2 secondi posti (individuale)
  - 3 terzi posti (2 individuali, 1 a squadre)

#### Coppa del Mondo - vittorie
| Data            | Località   | Nazione  | Spec. |
| --------------- | ---------- | -------- | ----- |
| 27 ottobre 2007 | Düsseldorf | Germania | SP TL |

Legenda:

TL = tecnica libera

SP = sprint